# Ягодина (баскетбольный клуб)
«Ягодина» (серб. Јагодина) — сербский баскетбольный клуб, базирующийся в Ягодине, выступающий в первой региональной лиге — третьем дивизионе чемпионата Сербии. Основан в 1965 году, выступает на Спортивной арене ЯССА.

## История
Клуб был основан в 1965 году под названием «Светозарево», однако из-за финансовых проблем не закончил даже один полный сезон. В 1977 году клуб сменил название на «Ягодина», под которым известен до сих пор. В 1982 году произошло разделение мужской и женской команды с названием «Ягодина», в итоге они стали разными клубами.
Первым серьёзным успехом команды стало попадание в первую региональную лигу СФРЮ в начале 1980-х годов (Сезон 1981–82). После этого несколько лет клуб провёл в низших лигах. В 2002 году попал в Первую лигу B Сербии и Черногории. В сезоне 2005–06 «Ягодина» заняла последнее место и потеряла место в Первой лиге. В первой региональной лиге клуб занимал третье место и два сезона подряд возвращался в Первую лигу В.
В сезоне 2011–12 «Ягодина» победила в Первой лиге В и впервые в истории соревнований попала в баскетбольную лигу Сербии. В дебютном сезоне 2012–13 команда заняла последнее место и потеряла возможность выступать в высшем дивизионе. В сезоне 2014–15 команда вновь вернулась в высшую лигу, однако также как и в первый раз, заняла последнее место. В сезоне 2016–17 клуб потерял возможность выступать и во втором по силе дивизионе, оказавшись в Первой региональной лиге.

## Достижения
- Победитель Второй лиги Сербии : (2) 2011–12, 2013–14